# Lista dos distritos eleitorais da Islândia

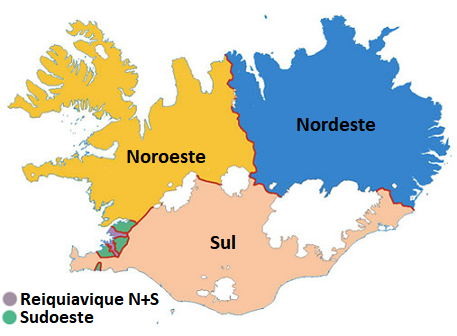
Eleitorados da Islândia.

Desde 2003, há seis distritos eleitorais na Islândia, para efeitos da seleção dos representantes para o parlamento.
| Nome                          | Nome nativo                | População | Cadeiras no Alþingi |
| ----------------------------- | -------------------------- | --------- | ------------------- |
| Eleitorado do Nordeste        | Norðausturkjördæmi         | 27 888    | 10                  |
| Eleitorado do Noroeste        | Norðvesturkjördæmi         | 21 126    | 9                   |
| Eleitorado de Reykjavík Norte | Reykjavíkurkjördæmi norður | 43 775    | 11                  |
| Eleitorado de Reykjavík Sul   | Reykjavíkurkjördæmi suður  | 43 398    | 11                  |
| Eleitorado do Sul             | Suðurkjördæmi              | 30 597    | 10                  |
| Eleitorado do Sudoeste        | Suðvesturkjördæmi          | 54 584    | 12                  |